# Affonso Gonçalves
Affonso Gonçalves (San Paolo, 8 giugno 1967) è un montatore brasiliano naturalizzato statunitense.

## Biografia
Nato a San Paolo in Brasile, Gonçalves ha studiato montaggio per tre anni alla London Film School e per due anni e mezzo presso l'American Film Institute.
È diventato nel corso degli anni un assiduo collaboratore di registi come Ira Sachs, Todd Haynes e Jim Jarmusch.
Nel 2014, Gonçalves ha ricevuto una nomination ai Premi Emmy per il miglior montaggio dell'episodio Cani sciolti della prima stagione di True Detective, mentre nel 2018 ha vinto il David di Donatello per il miglior montaggio per il film A Ciambra di Jonas Carpignano.

## Filmografia parziale

### Cinema
- The Adventures of Sebastian Cole, regia di Tod Williams (1998)
- The Door in the Floor, regia di Tod Williams (2004)
- Arsenico e vecchi confetti (Married Life), regia di Ira Sachs (2007)
- Un gelido inverno (Winter's Bone), regia di Debra Granik (2010)
- Re della terra selvaggia (Beasts of the Southern Wild), regia di Benh Zeitlin (2012)
- Keep the Lights On, regia di Ira Sachs (2012)
- Marfa Girl, regia di Larry Clark (2012)
- Solo gli amanti sopravvivono (Only Lovers Left Alive), regia di Jim Jarmusch (2013)
- I toni dell'amore - Love Is Strange (Love Is Strange), regia di Ira Sachs (2014)
- Carol, regia di Todd Haynes (2015)
- Mediterranea, regia di Jonas Carpignano (2015)
- Gimme Danger, regia di Jim Jarmusch (documentario, 2016)
- Paterson, regia di Jim Jarmusch (2016)
- Little Men, regia di Ira Sachs (2016)
- A Ciambra, regia di Jonas Carpignano (2017)
- La stanza delle meraviglie (Wonderstruck), regia di Todd Haynes (2017)
- Marfa Girl 2, regia di Larry Clark (2018)
- I morti non muoiono (The Dead Don't Die), regia di Jim Jarmusch (2019)
- Cattive acque (Dark Waters), regia di Todd Haynes (2019)
- A Chiara, regia di Jonas Carpignano (2021)
- La figlia oscura (The Lost Daughter), regia di Maggie Gyllenhaal (2021)
- Don't Worry Darling, regia di Olivia Wilde (2022)
- May December, regia di Todd Haynes (2023)
- Cassandro, regia di Roger Ross Williams (2023)
- Io sono ancora qui (Ainda estou aqui), regia di Walter Salles (2024)

### Televisione
- Mildred Pierce, regia di Todd Haynes - miniserie TV (2011)
- True Detective, regia di Cary Joji Fukunaga - serie TV, 8 episodi (2014)